# علماء المسلمين (مسلسل كرتوني)
يسلط مسلسل علماء المسلمين الضوء على سيرة رجال وعلماء أجلاّء أناروا تاريخ الأمة الإسلامية بمؤلفاتهم وإنجازاتهم في مجالات متعددة مثل الفلك والعلوم والهندسة والطب، وشكّلوا محطات بارزة في مسيرتها نحو الرقيّ والازدهار. «علماء المسلمين» عمل هامّ ومتميّز موجّه إلى الأطفال العرب والمسلمين خاصة وإلى الأسرة العربية عامة، وهو يدعو مجتمعنا العربي للرجوع إلى القيم الأساسية والتمسّك بها، مثل حب العلم وقبول الآخر والمثابرة والإخلاص.

## قائمة العلماء المذكورين في البرنامج
| العالم                 | الحلقة                                                                        |
| ---------------------- | ----------------------------------------------------------------------------- |
| الحسن ابن الهيثم       | الحلقة 1 الحلقة 2 الحلقة 3                                                    |
| محمد الفارابي          | الحلقة 4 الحلقة 5                                                             |
| الحسين ابن سينا        | الحلقة 6 الحلقة 7 الحلقة 8 الحلقة 9 الحلقة 10 الحلقة 14 (الحلقة لا تتحدث عنه) |
| أبو الريحان البيروني   | الحلقة 11 الحلقة 12 الحلقة 13 الحلقة 14 الحلقة 15                             |
| ابن البيطار            | الحلقة 16 الحلقة 17 الحلقة 18                                                 |
| أبو بكر الرازي         | الحلقة 19 الحلقة 20 الحلقة 21                                                 |
| محمد بن موسى الخوارزمي | الحلقة 22 الحلقة 23 الحلقة 24                                                 |
| جابر بن حيان           | الحلقة 25 الحلقة 26 الحلقة 27                                                 |
| علي بن النفيس          | الحلقة 28 الحلقة 29 الحلقة 30                                                 |

### وصلات داخلية
- علماء مسلمون
- العلم
- العلوم
- علم الفلك
- الرياضيات
- علم النبات
- علم الطب
- الفلسفة
- صيدلية
- الكيمياء
- علماء
- الحسن ابن الهيثم
- محمد الفارابي
- الحسين ابن سينا
- أبو الريحان البيروني
- ابن البيطار
- أبو بكر الرازي
- محمد بن موسى الخوارزمي

### وصلات خارجية
- الموقع الإلكتروني باللغة العربية (2019)
- الموقع الإلكتروني باللغة الإنجليزية (2015)